# Xã Bowlesville, Quận Gallatin, Illinois
Xã Bowlesville (tiếng Anh: Bowlesville Township) là một xã thuộc quận Gallatin, tiểu bang Illinois, Hoa Kỳ. Năm 2010, dân số của xã này là 188 người.